# Johann Bernhard Wilbrand
Johann Bernhard Wilbrand (Herzebrock-Clarholz, 8 marzo 1779 – Gießen, 9 maggio 1846) è stato un fisiologo e naturalista tedesco.

## Biografia
Nel 1806 conseguì il dottorato in medicina presso l'Università di Würzburg, per poi proseguire gli studi a Parigi, dove frequentò le lezioni di Georges Cuvier, André Marie Constant Duméril e Jean-Baptiste Lamarck. Successivamente, fudocente all'Università di Münster e nel 1808 si trasferì all'Università di Giessen come professore di anatomia e fisiologia.
All'università di Giessen, lavorò come direttore del giardino botanico (dal 1817) e gabinetti zoologici (dal 1836). Nel 1835 ricevette il titolo di Geheimer Medizinal-Rat. Il genere vegetale Wilbrandia (famiglia Cucurbitaceae) è stato nominato in suo onore da Antônio Luiz Patrício da Silva Manso.

## Opere principali
- Handbuch der Botanik nach Linné's System: enthaltend die in Deutschland und in den angränzenden Gegenden wildwachsenden, und merkwürdige ausländische Gewächse, 1819.
- Das Hautsystem in allen seinen Verzweigungen, anatomisch, physiologisch und pathologisch, 1820.
- Uebersicht der Vegetation Deutschlands nach ihren natürlichen Familien, 1824.
- Handbuch der vergleichenden Anatomie in ihrer nächsten Beziehung auf die Physiologie für wissenschaftliche Aertze und für studirende der Arzneikunde, 1838.
- Ueber den zusammenhang der natur mit dem übersinnlichen, 1843.[4]